# Entropia de von Neumann
Na mecânica estatística quântica, a entropia de von Neumann, nomeada em homenagem a John von Neumann, é a extensão dos conceitos clássicos de entropia de Gibbs ao campo da mecânica quântica. O formalismo matemático abrangente da mecânica quântica foi apresentado pela primeira vez no livro "Mathematische Grundlagen der Quantenmechanik" publicado em 1932 de Johann von Neumann. Para um sistema mecânico quântico descrito por uma matriz densidade ρ, a entropia de von Neumann és
{\displaystyle S=-\mathrm {tr} (\rho \ln \rho ),}
onde {\displaystyle \mathrm {tr} } denota o traço e ln denota o logaritmo (natural) da matriz. E se ρ é escrito em termos de seus autovetores {\displaystyle |1\rangle ,|2\rangle ,|3\rangle ,\dots } como
{\displaystyle \rho =\sum _{j}\eta _{j}\left|j\right\rangle \left\langle j\right|~,}
então a entropia de von Neumann é meramente
{\displaystyle S=-\sum _{j}\eta _{j}\ln \eta _{j}.}
Nesta forma, S pode ser visto como equivalente à entropia teórica de Shannon da informação.